# Catedral de San Canuto (Odense)
La catedral de San Canuto de Odense (en danés Odense Domkirke o Sankt Knuds Kirke) es un templo gótico de ladrillo de Dinamarca. Sus partes más antiguas datan de inicios del siglo XIV, cuando fue la iglesia del monasterio franciscano de Odense. Fue consagrada como catedral en 1499.
Está dedicada al rey Canuto IV de Dinamarca, quien a causa de su impopularidad fue asesinado en 1086 en el interior de la iglesia de San Albano, un templo de madera de la ciudad. Se cree que la actual catedral se localiza sobre o en las cercanías de aquella iglesia.
La catedral es una basílica de tres naves de planta de cruz latina, con una sola torre en la fachada occidental.

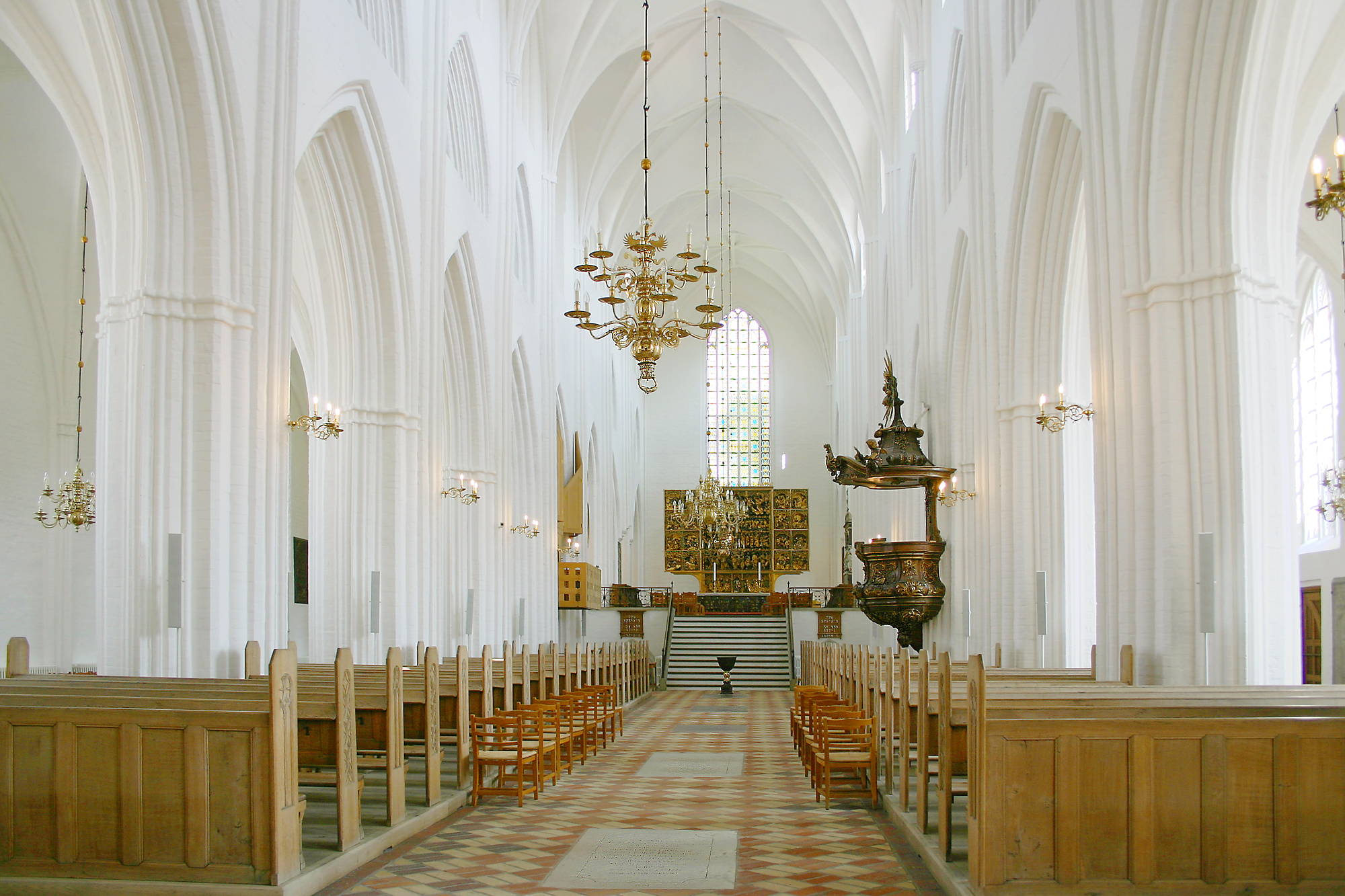
Interior de la catedral.

En el exterior son reconocibles los piñones escalonados típicos del gótico danés, una influencia alemana.
Su interior es sencillo, con paredes blanquedas con cal y tribunas sin iluminación. Destacan especialmente las arcadas ricamente perfiladas.
Entre su inventario, las principales obras de arte son un púlpito y sobre todo, el rico tríptico del altar mayor, una magnífica obra de arte de Claus Berg, escultor de Lübeck. El tríptico representa escenas del Nuevo Testamento e incluye esculturas de la familia de Juan I de Dinamarca. Presuntamente, una escultura representa a Jacobo Daciano, fraile franciscano misionero en México y posible hijo del rey Juan I de Dinamarca.
La catedral guarda el relicario de San Canuto, los restos mortales de su hermano Benito, así como las tumbas de los reyes Juan I y Cristián II de Dinamarca y de sus respectivas esposas, las reinas Cristina de Sajonia e Isabel de Austria. Las tumbas de Juan y Cristina son una excelente obra en piedra de Claus Berg, elaboradas por orden de la propia reina.

## Galería de imágenes

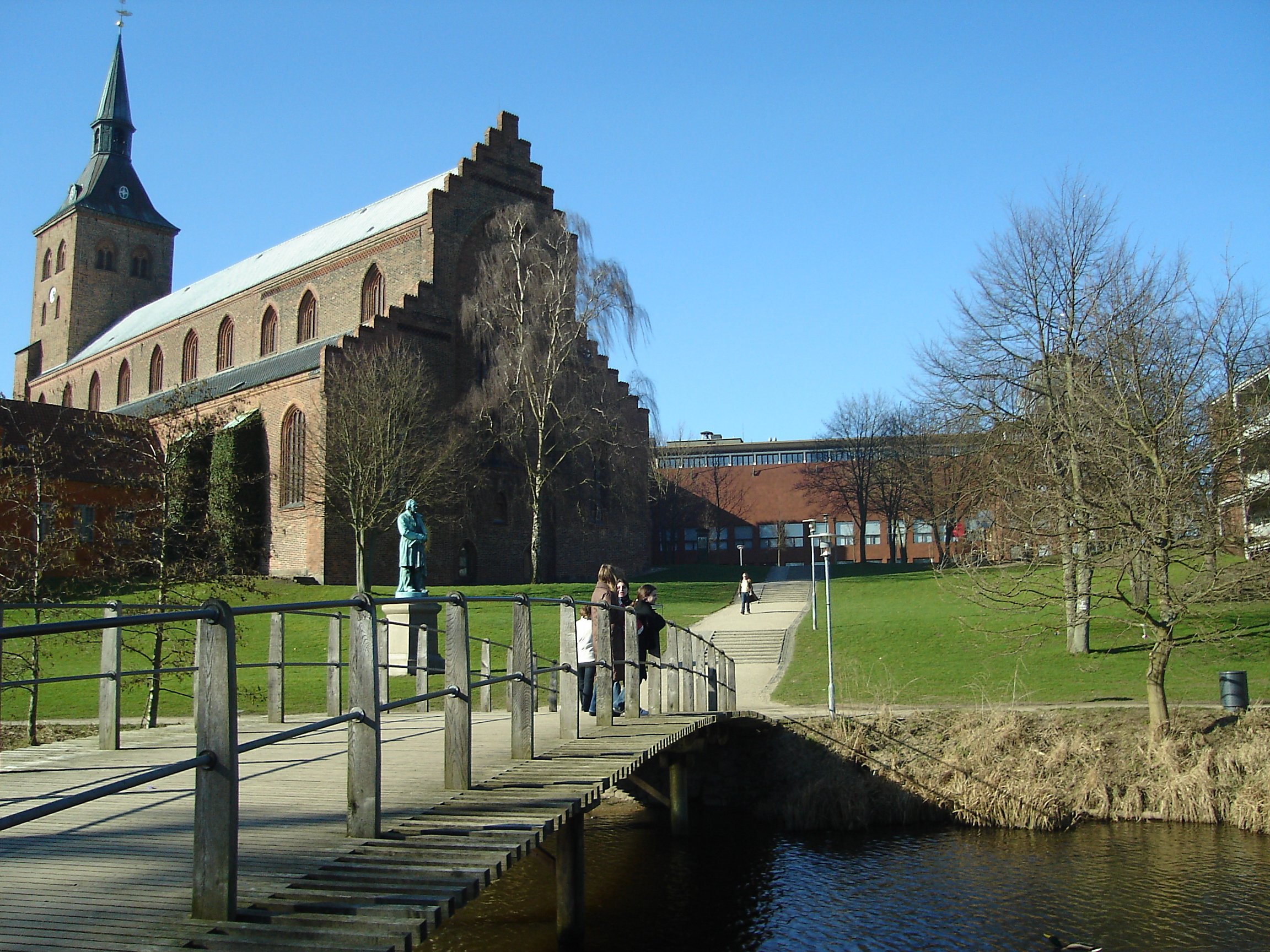
Vista exterior
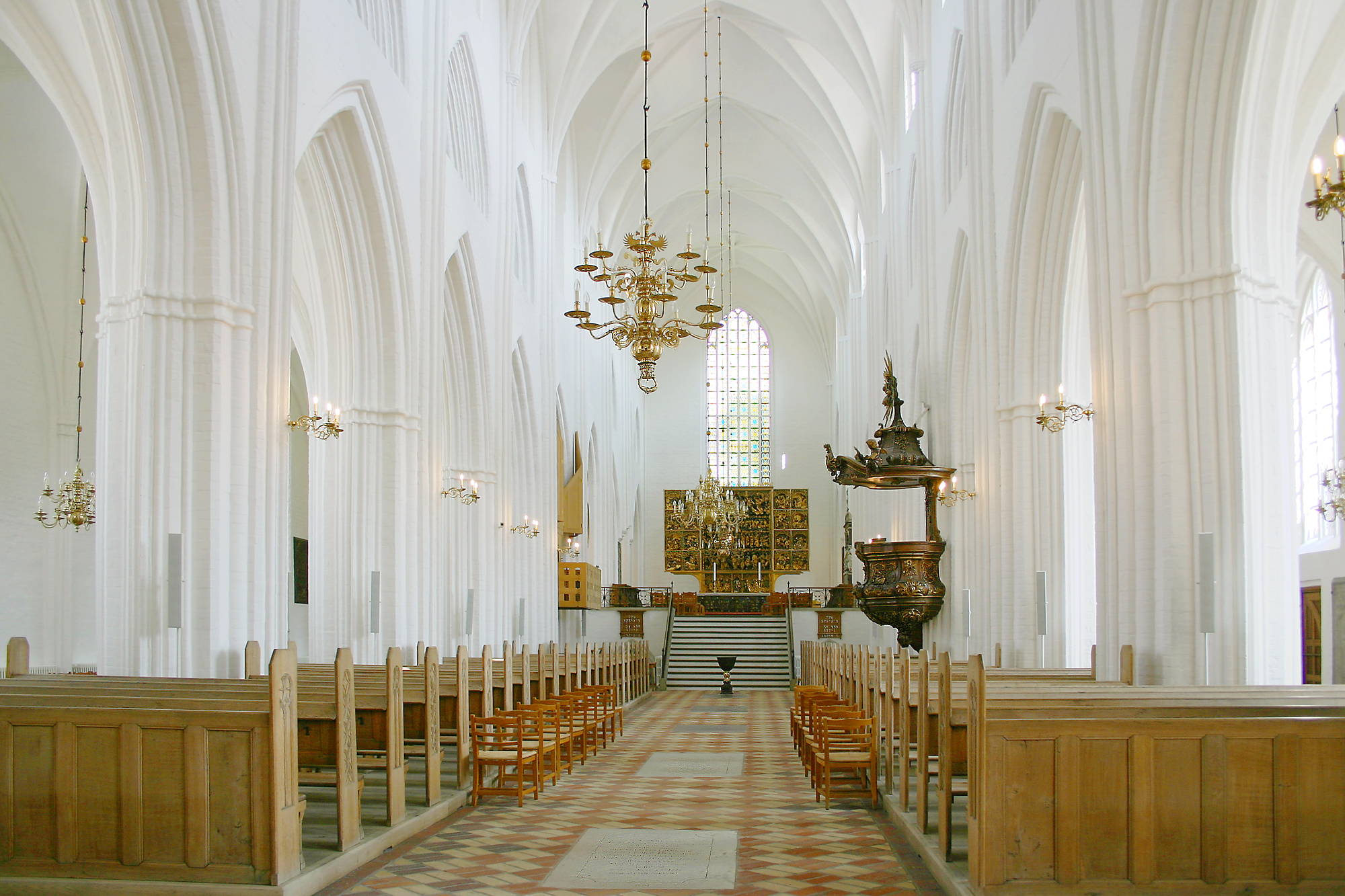
Interior de la catedral
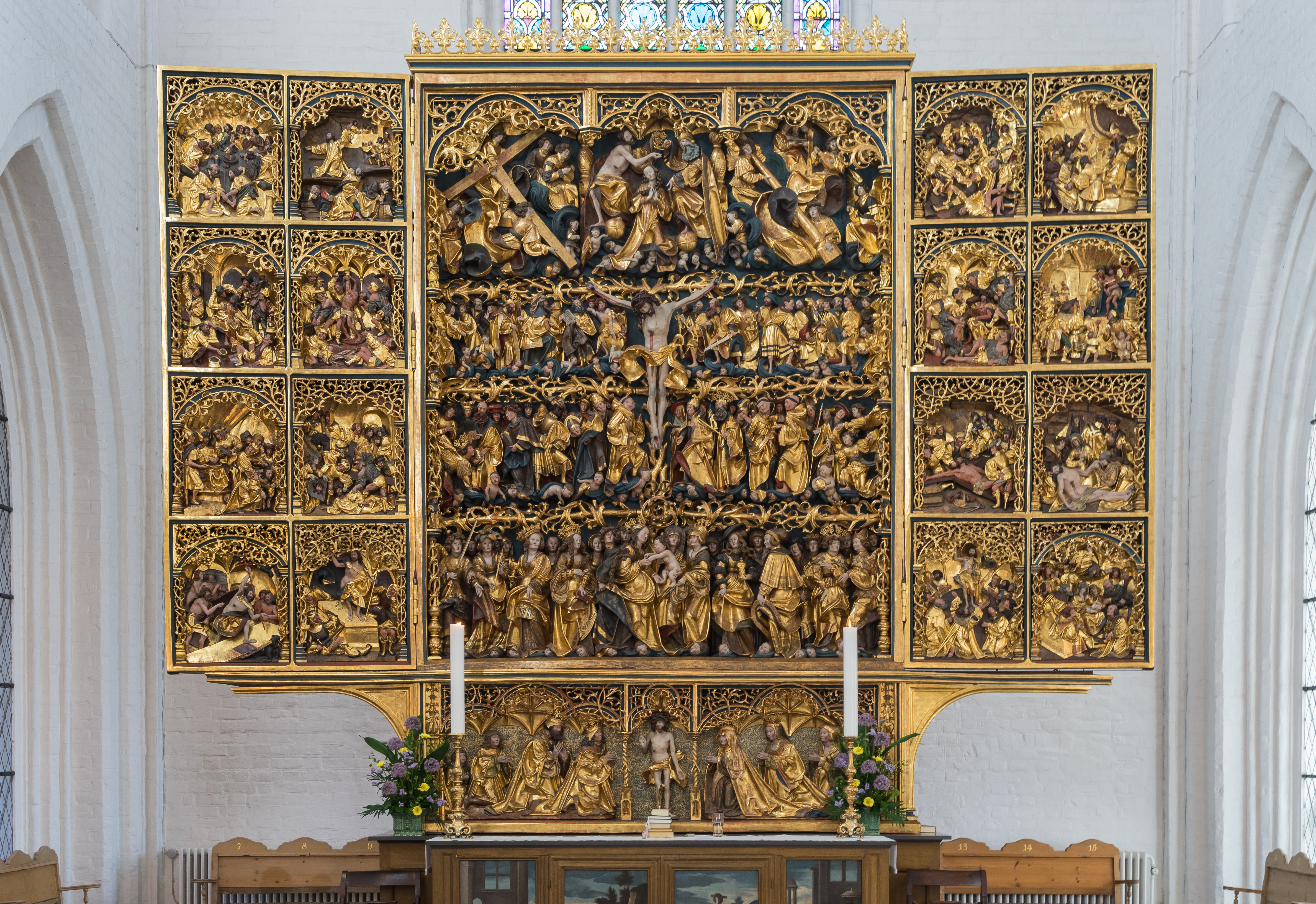
Fastuoso altar esculpido por Claus Berg.
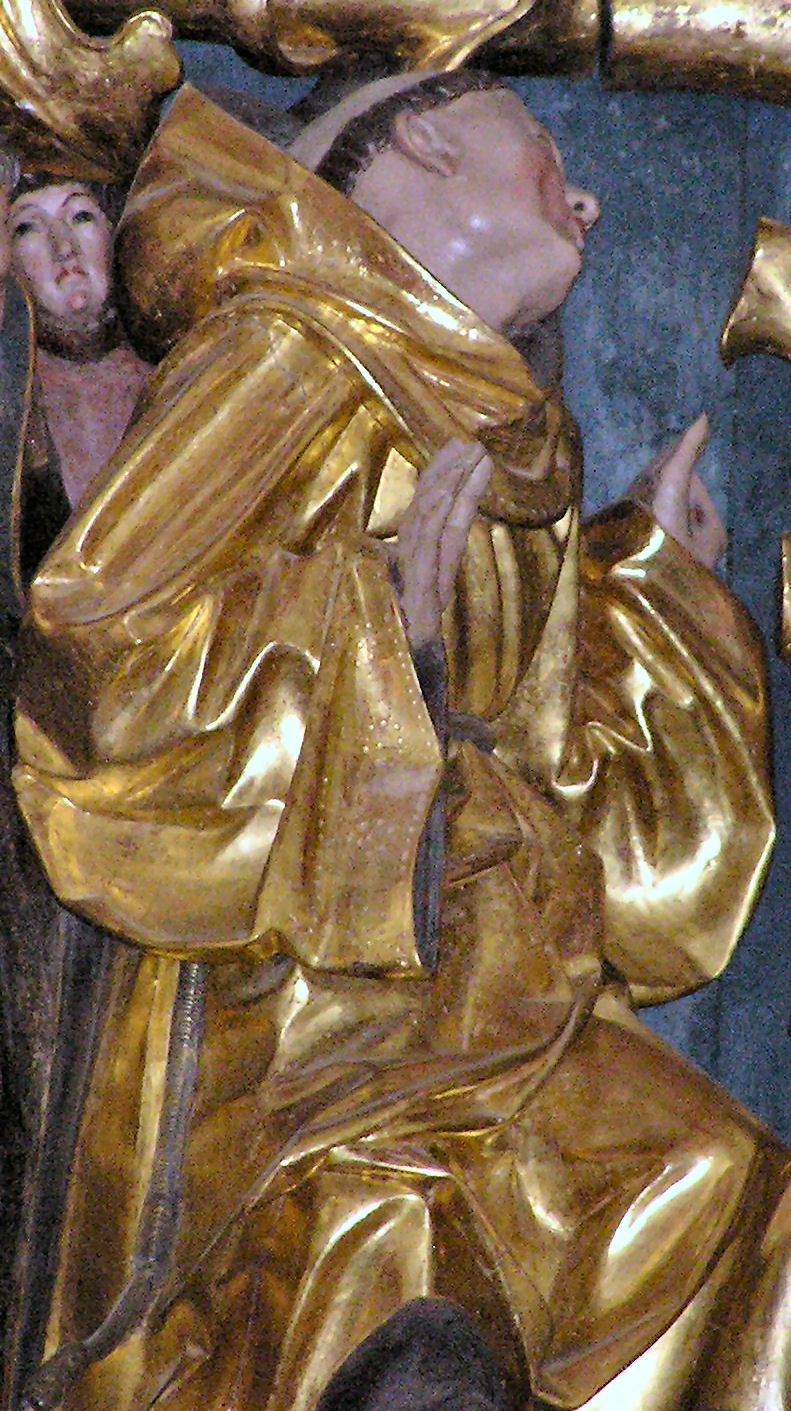
Detalle del altar: puede ser una escultura del fraile Jacobo Daciano.